# 法の適用に関する通則法
法の適用に関する通則法（ほうのてきようにかんするつうそくほう、平成18年6月21日法律第78号）は、法の適用関係に関する日本の法律である。略して法適用通則法とも言う。
法務省大臣官房司法法制課が所管し、外務省国際法局（旧・条約局）条約課と連携して執行にあたる。

## 歴史

### 前身の法律
国際私法に関する日本で最初の法律は、皇国民法仮規則（1872年。旧民法の前身）の第1条から第6条である。同条文は民法の編纂過程の中で、旧民法とは分離されて修正加筆が行われ、1890年5月7日、法例（明治23年法律第97号）として官報に公布された。

同法の起草には当時の最先端であったベルギー法が採り入れられ、裁判官の義務や執行官の管轄なども定められ、1893年に施行される予定であった。しかしその後にはイギリス法学が台頭し、政府の法制顧問のうちイギリス・ドイツ・イタリアのお雇い外国人らが反対意見を提出するなどして民法典論争が生じたことから、2度に渡り施行が延期され、結果的には条文の削除や入替え、修正加筆が行われた法例（明治31年法律第10号）が公布されるに至り、これにより廃止された。

2番目の法例（明治31年法律第10号）は、1898年（明治31年）6月21日付官報に公布され、同年7月16日に施行された。
そもそも「法例」とは法の通則の意味であり、法例という題名を持つこの法律は、法の適用関係一般に関する通則を規定することを目的とした法律であった。もっとも、その内容はほとんどが準拠法の指定を目的とした国際私法に関する規定であった。

### 法の適用に関する通則法の成立
本法は、20世紀を通じて運用されてきた明治31年法例の中の、国際私法に関する規定に関する見直しのため、明治31年法例の全部改正法として制定された。法案は第3次小泉改造内閣下の2006年（平成18年）、第164通常国会で内閣提出議案として審議され成立、同年6月21日に公布（平成18年法律第78号）、2007年（平成19年）1月1日付で施行された。本法の規定は、原則として施行日前に生じた事項にも適用される（附則第2条）。ただし、附則第3条の例外がある。

## 構成
- 第一章 総則（第1条）
- 第二章 法律に関する通則（第2条・第3条）
- 第三章 準拠法に関する通則 
  - 第一節 人（第4条 - 第6条）
  - 第二節 法律行為（第7条 - 第12条）
  - 第三節 物権等（第13条）
  - 第四節 債権（第14条 - 第23条）
  - 第五節 親族（第24条 - 第35条）
  - 第六節 相続（第36条・第37条）
  - 第七節 補則（第38条 - 第43条）
- 附則

## 解説
本法の本則は、総則、法律に関する通則、準拠法に関する通則の3章から成る。

### 総則
法適用通則法においては、総則の章が新たに設けられた。第1条のみから成り、趣旨を説明する規定が存在する。

### 法律に関する通則

#### 法律の施行期日
第2条（法例第1条に相当）本文は、法律の施行期日につき、公布の日より起算して20日を経過した日に施行することを原則とする旨を定めている。つまり、原則として、法律が公布された日を含め20日を経過した日（例：公布が4月1日であれば施行は4月21日午前0時）以降に発生した事実につき、公布された法律が適用されることになる。もっとも、現在の法制執務では、法律の附則に施行期日に関する定めを置くことになっている（施行期日が公布の日から起算して20日を経過した日である場合を含む）ため、本条本文の適用が問題となることはまずない。
なお、かつての法例（明治31年法律第10号）の時代における平成元年法律第27号による改正前には、往時の運輸通信基盤の未整備による遠隔地への公文書の送達遅延等を考慮し、その第1条に第2項として「台湾、北海道、沖縄県、その他の島地については勅令により施行時期を別途定めることができる」旨の地域別・段階的施行の規定があったが、1989年（平成元年）時点の評価としてそのような遅延の実例・可能性は最早ないとして、同項は同改正で削除されており、本法においても同種の規定は設けられていない。
なお、本条はあくまで法律の施行期日に関する規定であり、政令や省令など下位命令の施行期日については適用されない。

#### 慣習法の効力
第3条（法例第2条に相当）は、法令の規定により認められた慣習や、法令に規定のない事項に関する慣習について、法律としての効力を認めた規定である。ただし、慣習の効力に関する規定が民法第92条などにも存在するため、両者の関係が問題とされる。

### 準拠法に関する通則（国際私法）
第4条から第43条（法例第3条から第34条に相当）までは、渉外的私法関係に適用する準拠法を指定することを目的とする法である国際私法に関する規定である。そのうち、第4条から第37条（法例第3条から第27条に相当）までは国際私法各論と講学上呼ばれている部分の一部を構成し、第38条から第43条（法例第28条から第33条に相当）までは国際私法総論と講学上呼ばれている部分の一部を構成する（第43条（法例第34条に相当）は、条約に基づき制定された扶養義務の準拠法に関する法律や遺言の方式の準拠法に関する法律との間の調整規定）。
講学上の各論に関する条文が総論に関する条文より前に置かれているのはやや異質であるが、これは原則として準拠法決定のプロセスの順に条文が配列されていることによる。つまり、法律関係の性質決定（第4条から第37条（法例第3条から第27条に相当））→連結点の確定（第38条から第40条（法例第28条から第30条に相当））→準拠法の特定（第41条、第42条（法例第32条、第33条に相当））→準拠法の適用（第43条（法例第34条に相当））のプロセスにより準拠法が定まることを踏まえた結果である。